# 長谷川満
長谷川満（はせがわ まん、1971年3月25日 - ）は、主として東海地方で活動するフリーアナウンサー、パーソナリティである。身長174cm、体重51kg。
岐阜放送で、夏の高校野球岐阜県大会の実況をすることもある。
チャリロト公式YouTube
『ペーちゃんねる』予想員としても活躍

## 出演

### 現在
- 名古屋競馬・笠松競馬場内中継・パドック進行役。
- 中部地区競輪場インタビュアー（不定期）

### 過去
- コケコッコー（名古屋テレビ）
- ヤングスタジオ（AM岐阜ラジオ）
- 本気汗月曜日（CBCラジオ）
- KEIBAワンダーランド（テレビ愛知放送時間帯はパドック、三重テレビ裏送り制作時は司会・実況。中京競馬場第3場開催日）
- ポッパーズ・ナイト（火曜担当、AM岐阜ラジオ）
- 土曜小倉競馬（実況、TVQ九州放送）
- 岐阜競輪中継（司会・実況、岐阜放送）
- ケイリンライブ!（司会、CS放送）

## 主な実況歴

### 中央競馬
GIレース（ダイジェスト収録用）
- 阪神ジュベナイルフィリーズ（2003年）
- 朝日杯3歳ステークス（1998年）

その他
- 小倉大賞典（1998年）
- CBC賞（1998年）
- 中日新聞杯（2002年～2004年）

### 名古屋・笠松競馬
- オグリキャップ記念（1994年）
- 秋風ジュニア（1991年）